# Liste von Panzerzügen der Weißen Armee
Dies ist eine Liste von Panzerzügen der Weißen Armee (russisch Бронепоезд (Bronepojesd), kurz: БП (BP)), die während des Russischen Bürgerkrieges von 1917 bis 1923 eingesetzt wurden.

## Panzerzüge der Weißen Armee

### Im Norden

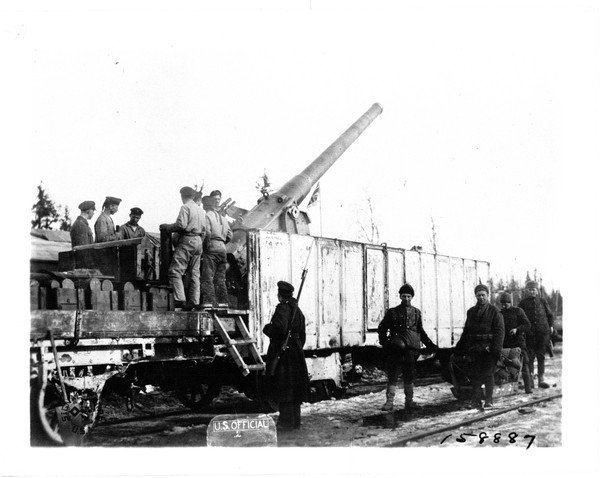
Artilleriewagen des Panzerzug Koltschak

Nördliche Armee:
- BP „Admiral Koltschak“
- BP „Admiral Nepenin“

### Im Nord-Westen
Nord-Westliche Armee:
- BP „Admiral Essen“
- BP „Pskowitjanin“
- BP „Talabtschanin“

### Im Süden
Freiwilligenarmee:
- 1. unabhängiger leichter Panzerzug

Donarmee
- BP „Ataman Bogajewski“
- BP „Ataman Kaledin“
- BP „Ataman Nasarow“
- BP „Ataman Orlow“
- BP „Ataman Platow“
- BP „Ataman Samsonow“
- BP „Atamanez“
- BP „Busuluk“
- BP „Choper“
- BP „Donskoi Bajan“
- BP „General Baklanow“
- BP „General Gusselschtschikow“
- BP „General Mamontow“
- BP „Gundorowez“
- BP „Ilja Muromez“
- BP „Ioann Kalita“
- BP „Jedinaja Rossija“
- BP „Jermak“
- BP „Kasak Semljanuchin“
- BP „Knjas Suworow“
- BP „Mitjakinez“
- BP „Ofizer“

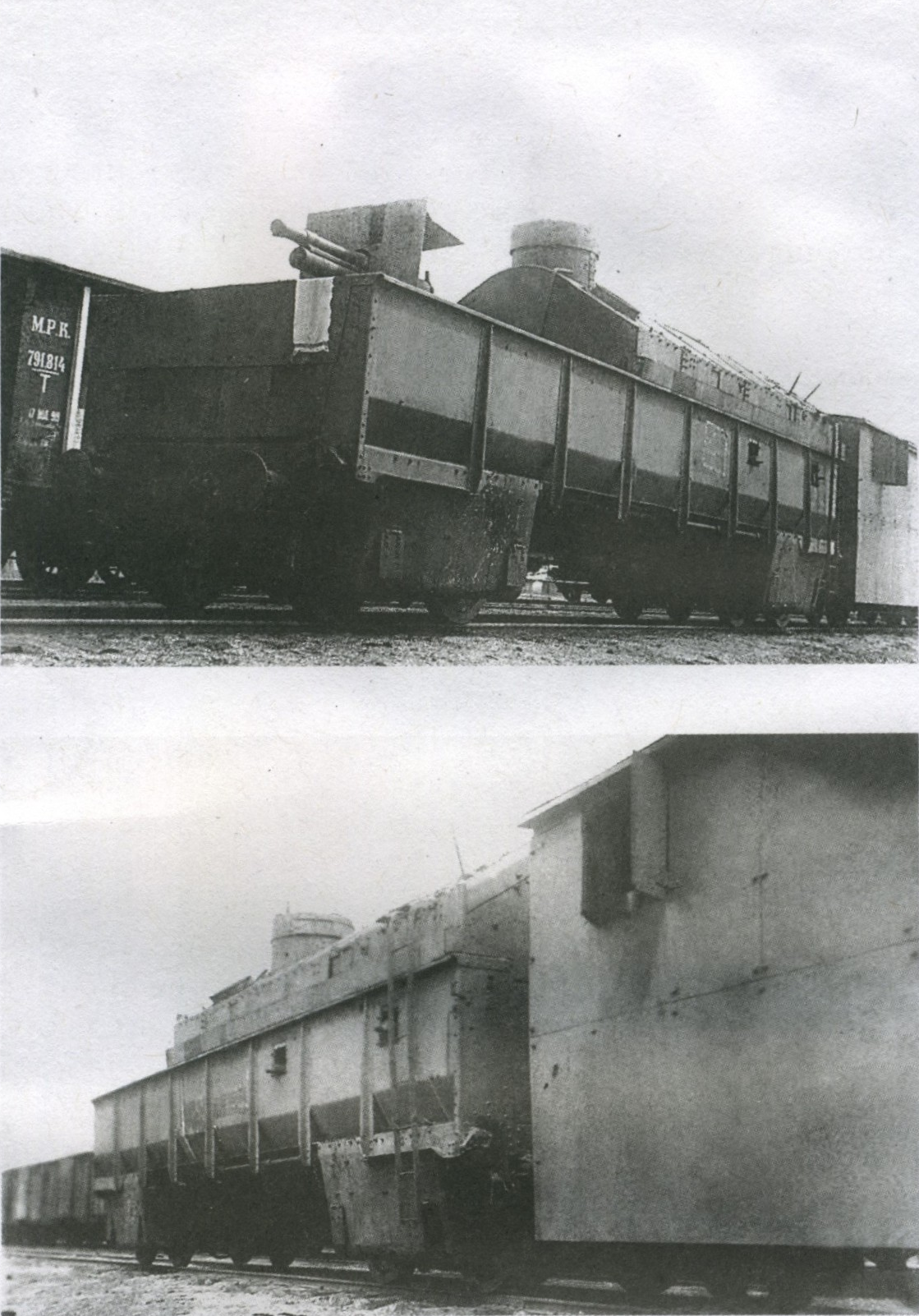
BP Ataman Kaledin

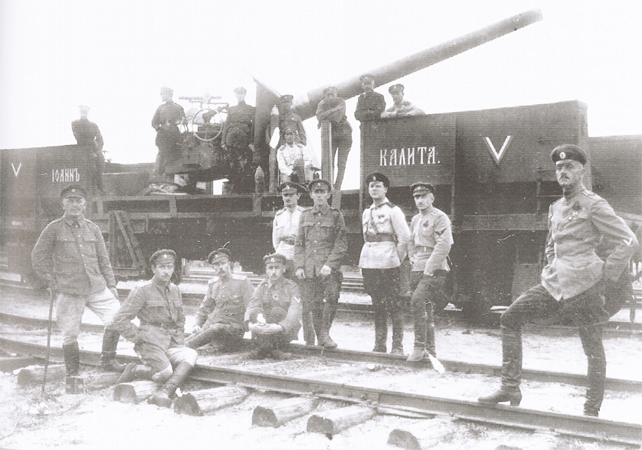
BP Ioann Kalita

- BP „Partisan polkownik Tschernezow“
- BP „Rasdorez“

Streitkräfte Südrusslands
- Panzerzug 3 (Weiße Armee)

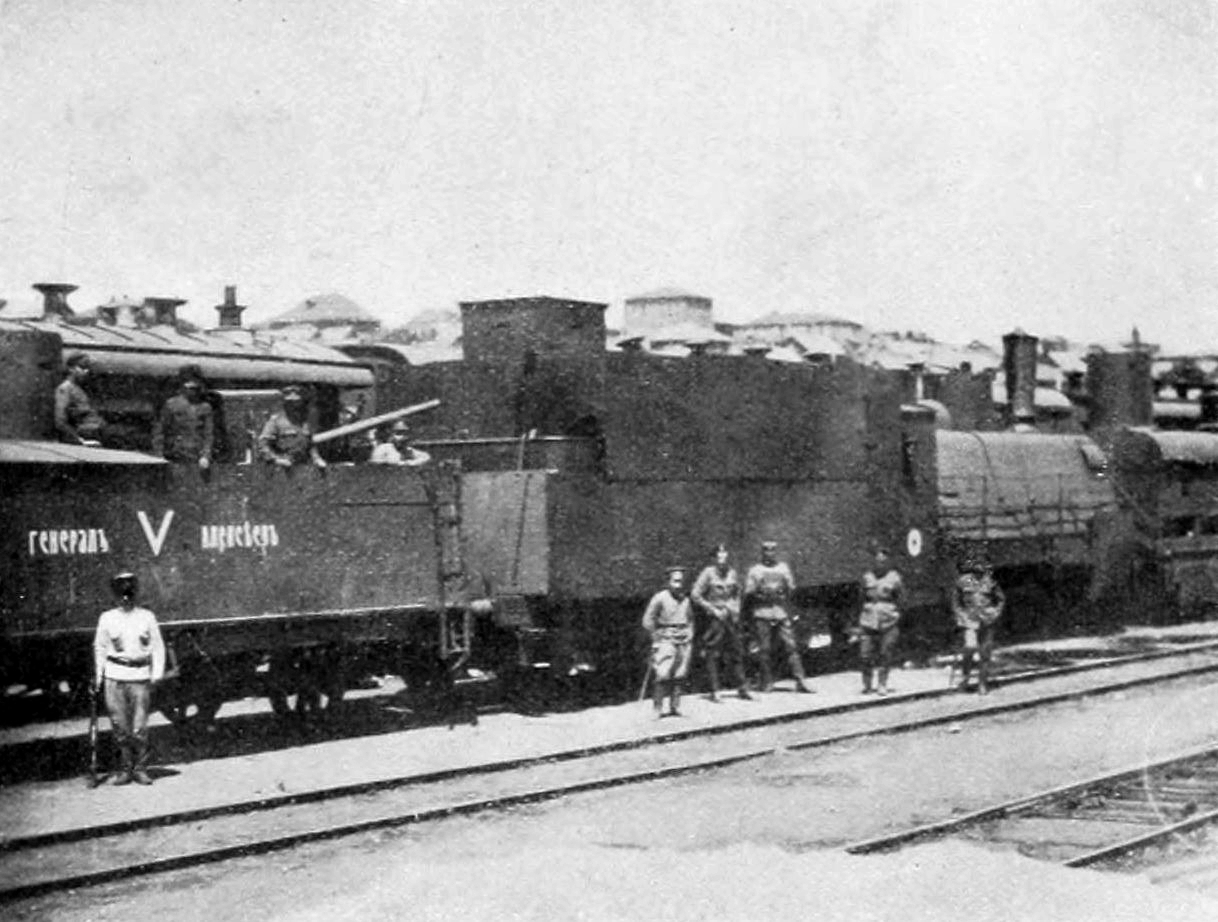
BP General Alexejew

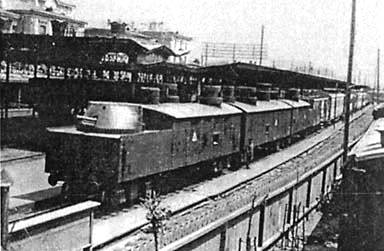
BP General Drosdowski

BP General Markow

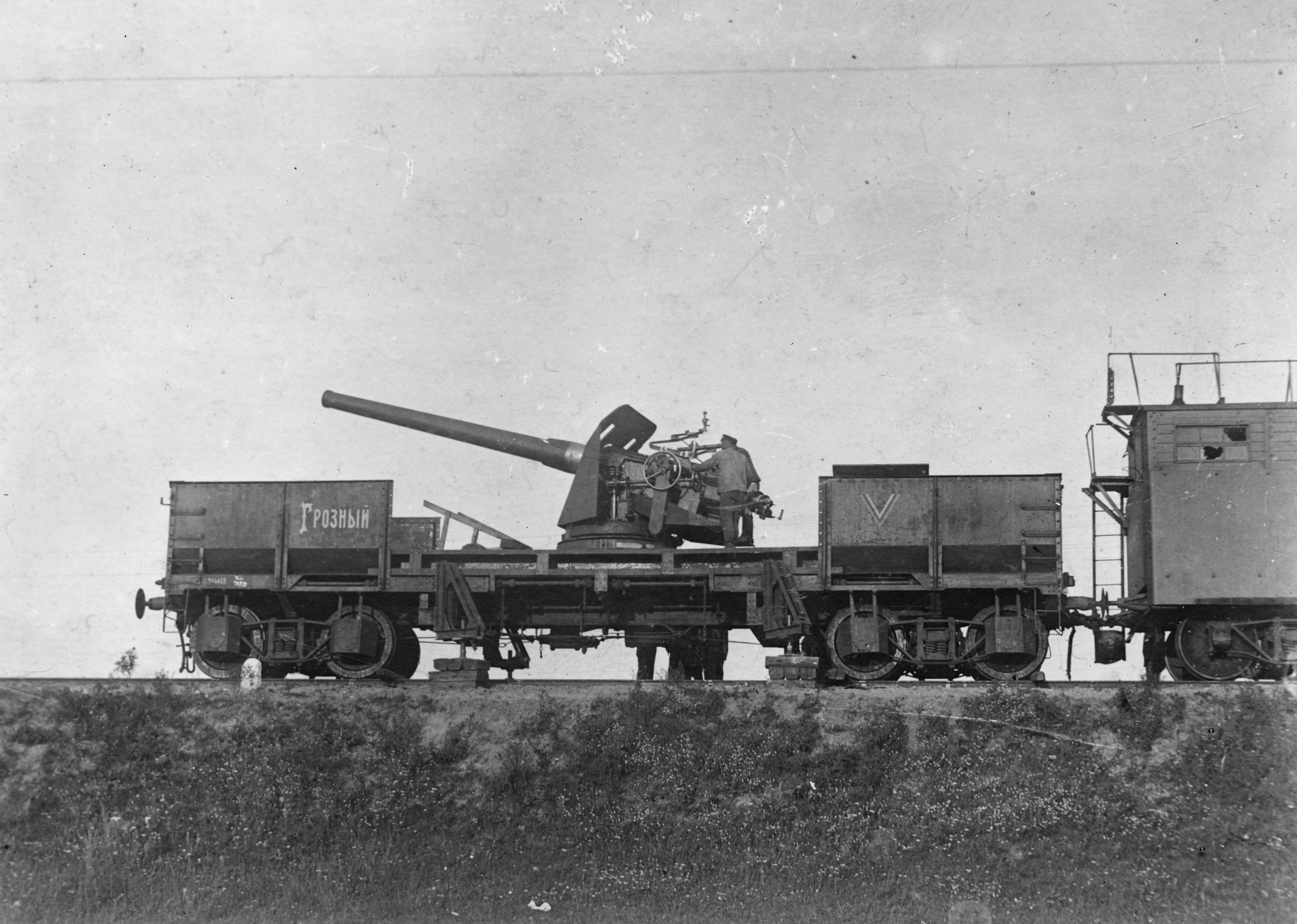
BP Grosny

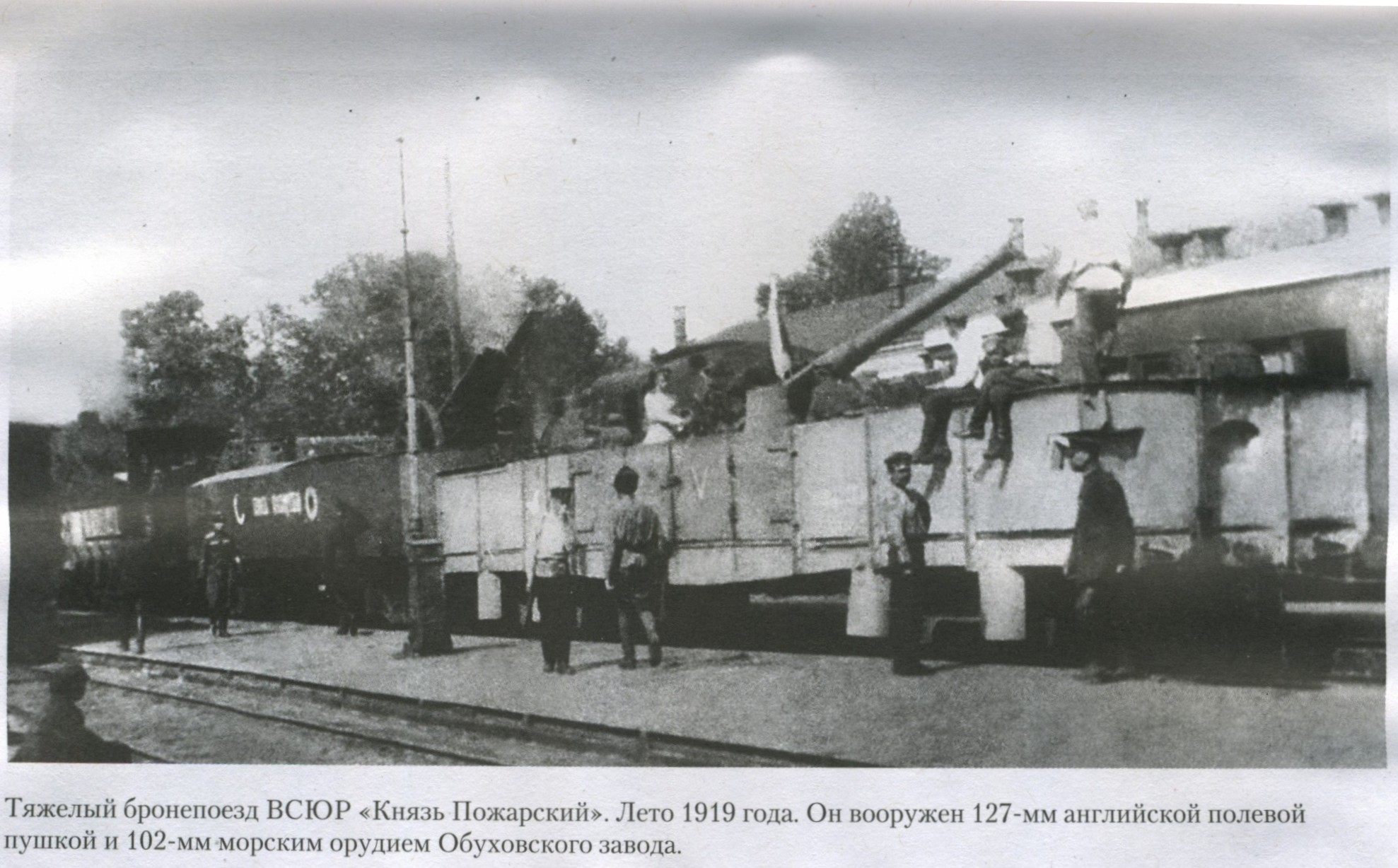
BP Knjas Poscharski

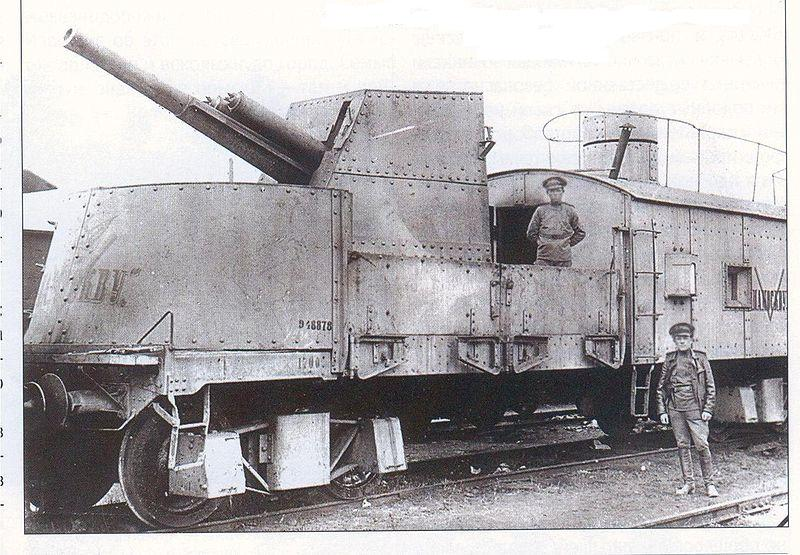
BP Na Moskwu

- 1. unabhängiger schwerer Panzerzug
- 2. unabhängiger schwerer Panzerzug
- BP „Apsheronets“
- BP „Bajan“
- BP „Beloserez“
- BP „Bogatyr“
- BP „Brjanski“
- BP „Dmitri Donskoi“
- BP „Doblest Witjasja“
- BP „Dobrowolez“
- BP „Drosdowez“
- BP „General Alexejew“
- BP „General Tschernjajew“
- BP „General Drosdowski“
- BP „Akold“ / BP „General Duchonin“
- BP „General Kornilow“
- BP „General Markow“
- BP „General Schifner-Markewitsch“
- BP „General Schkuro“
- BP „General Skobelew“
- BP „Grom Pobedy“
- BP „Grosny“
- BP „Grosa“
- BP „Gwardejez I“
- BP „Gwardejez II“
- BP „Kawalerist“
- BP „Kawkasez“
- BP „Kasak“
- BP „Knjas Poscharski“
- BP „Korschun“
- BP „Mogutschi“
- BP „Moskwa“
- BP „Mstislaw Udaloi“
- BP „Na Moskwu“
- BP „Nepobedimy“
- BP „Noworossija“
- BP „Orel“
- BP „Plastun“
- BP „Polkownik Gajewski“
- BP „Polkownik Sapolski“
- BP „Sa Rus Swjatuju“
- BP „Sewastopolez“
- BP „Slawa Kubani“
- BP „Slawa Ofizeru“
- BP „Sokol“
- BP „Soldat“
- BP „Stepnoi“
- BP „Schelbat-1“ / BP „Student“
- BP „Swjatoi Georgi Pobedonossez“
- BP „Terez“
- BP „Uragan“
- BP „Welikaja Rossija“
- BP „Woin“
- BP „Wolk“
- BP „Wpered sa Rodinu“

### Im Osten
Fernöstliche Armee:
- BP „Ataman“
- BP „Chrabry“
- BP „Ischimski“
- BP „Kapel“
- BP „Kappelewez“
- BP „Otwaschny“
- BP „Powelitel“
- BP „Reswy“
- BP „Sabaikalez“
- BP „Sabijaka“
- BP „Semenowed“
- BP „Sibirjak“
- BP „Sprawedliwy“
- BP „Stanitschnik“
- BP „Tagil“
- BP „Witjas“
- BP „Wolschanin“
- BP „Wsadnik“

Sibirische Armee
- BP „Kalmykowez“